# Abdumalik Abdullodschonow
Abdumalik Abdullodschonow (tadschikisch Абдумалик Абдуллоҷонов; * 1. Januar 1949 in Chudschand, Tadschikische Sozialistische Sowjetrepublik, UdSSR) ist ein ehemaliger tadschikischer Politiker und Staatsmann. Er war zwischen 1992 und 1993 Premierminister der Republik Tadschikistan.

## Biographie
Abdullodschonow stammt aus einer einflussreichen tadschikischen Adelsfamilie. Sein Großvater war zu seiner Zeit ein berühmter Gelehrter und Theologe, der 1922 nach Saudi-Arabien geflüchtete, wo er Abd al-Aziz ibn Saud, dem Gründer und ersten König der Dynastie der Saud diente.
1971 absolvierte Abdullodschonow ein Studium der Ingenieurwissenschaften an der Technologischen Universität Odessa. Anschließend arbeitete er als Schichtleiter und Direktor der Mühle in der Stadt Kairakkum im Nordwesten Tadschikistans.
Ab 1980 war Abdullodschonow als stellvertretender Minister für Herstellung und Beschaffung, ab 1986 stellvertretender Minister, anschließend und bis zur Unabhängigkeitserklärung Tadschikistans im Jahr 1991 als Minister für Brotprodukte der Tadschikischen SSR tätig.
Am 21. September 1992 wurde Abdullodschonow zum Premierminister der Republik Tadschikistan ernannt. Wegen Meinungsverschiedenheiten und der Unzufriedenheit mit der Politik von Emomalij Rahmon trat er im Dezember 1993 von seinem Amt zurück.
Von 1993 bis 1994 war Abdullodschonow Botschafter Tadschikistans in Russland.
Bei der Präsidentschaftswahl in Tadschikistan 1994 kandidierte Abdullodschonow erfolglos für den Präsidentenposten. 1996 gründete er den politischen Block „Nationale Einheit“. Zudem war er Anführer der oppositionellen Bewegung „Nationale Wiedergeburt“ im Norden Tadschikistans. Die Tadschikische Regierung beschuldigt Abdullodschonow, hinter dem Attentatsversuch gegen den Präsidenten Rahmon 1997 gestanden zu haben. Ihm wird darüber hinaus die Organisation der Antiregierungsausschreitungen in der Provinz Sughd 1998 vorgeworfen.
Seit Mitte der 1990er Jahre lebt Abdullodschonow im Exil in den USA. Am 5. Februar 2013 wurde er auf Ersuchen der tadschikischen Sicherheitsbehörden auf dem Flughafen Kiew-Boryspol festgenommen. Den Antrag auf die Auslieferung von Abdullodschonow nach Tadschikistan lehnte die ukrainische Seite ab, und er wurde einen Monat später wieder freigelassen.